# Neocerambyx luzonicus
Neocerambyx luzonicus är en skalbaggsart. Neocerambyx luzonicus ingår i släktet Neocerambyx och familjen långhorningar. Utöver nominatformen finns också underarten N. l. pseudoparis.